# ラスマス・ダリーン
ラスマス・エリック・ダリーン（Rasmus Erik Dahlin, 2000年4月13日 - ）は、スウェーデンのヴェストラ・イェータランド県トロルヘッタン出身のプロアイスホッケー選手。NHLのバッファロー・セイバーズに所属している。ポジションはディフェンス。

## 経歴

### フロルンダHC
2016-17シーズンに地元スウェーデンのプロリーグであるSHLのフロルンダHCでプロデビューした。

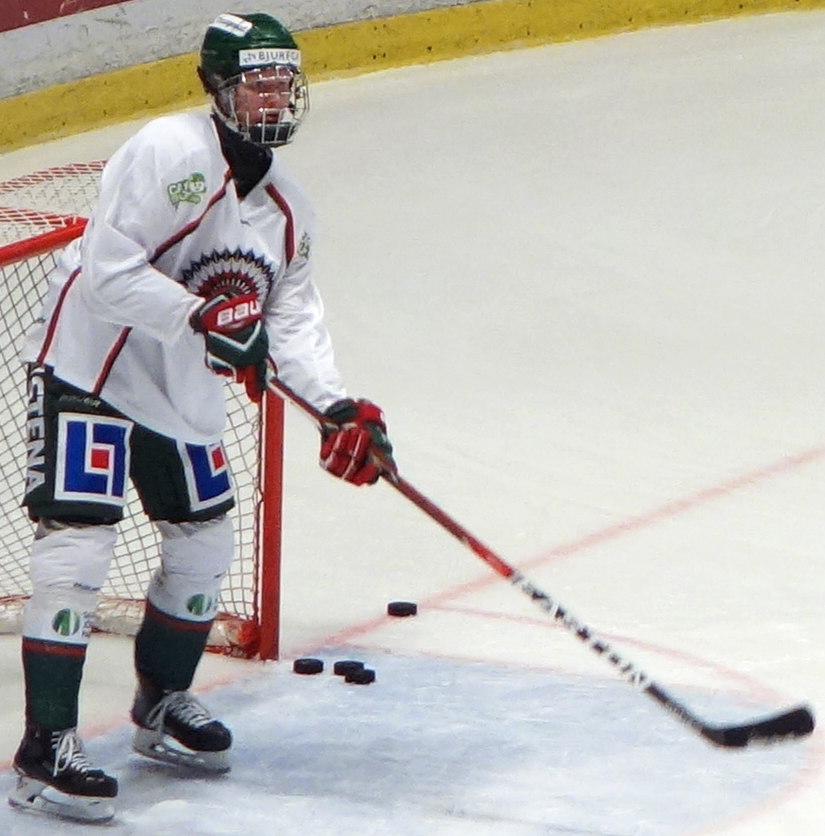
フロルンダHCでのダリーン
(2018年)

2018年に開催された平昌オリンピックにスウェーデン代表として出場した。

### バッファロー・セイバーズ
2018年のNHLドラフトにて、全体1位でバッファロー・セイバーズから指名された。スウェーデン出身の選手の全体1位指名は、1989年のマッツ・サンディン以来、史上2人目であった。その後ルーキー契約を結んだ。
2018-19シーズン、2018年10月13日のアリゾナ・コヨーテズ戦でNHL初ゴールを記録した。2019年2月9日のデトロイト・レッドウィングス戦で通算30ポイントに到達。ディフェンスの選手が19歳未満でこの記録に到達するのは史上5人目であった。シーズンではオールルーキーチームに選出され、カルダー記念賞のファイナリストにも選出された。
2021年9月22日に、セイバーズと3年総額1,800万ドルの契約延長に合意した。
2021-22シーズンはキャリアハイとなる53ポイント（13ゴール、40アシスト）を記録し、自身初となるオールスターゲームに選出された。
2022-23シーズンは開幕から4試合連続でゴールを記録し、ディフェンスの選手による開幕からの連続ゴールの最長記録を更新した。このシーズンは73ポイント（15ゴール、58アシスト）とさらに成績を伸ばし、2年連続でオールスターゲームに選出された。

## 詳細情報

### 賞歴
- NHLオールスターゲーム選出：2回（2022年、2023年）
- NHLオールルーキーチーム（2019年）